# توم ويلكينسون (لاعب كرة قدم)
توم ويلكينسون (بالإنجليزية: Tom Wilkinson)‏ (28 نوفمبر 1985 - ) هو لاعب كرة قدم بريطاني في مركز الوسط. لعب مع لينكولن سيتي أف سي.

## وصلات خارجية
- توم ويلكنسون على موقع قاعدة بيانات كرة القدم.إي يو (الإنجليزية)
- توم ويلكنسون على موقع Soccerbase.com (لاعب) (الإنجليزية)